# Challenger de Todi

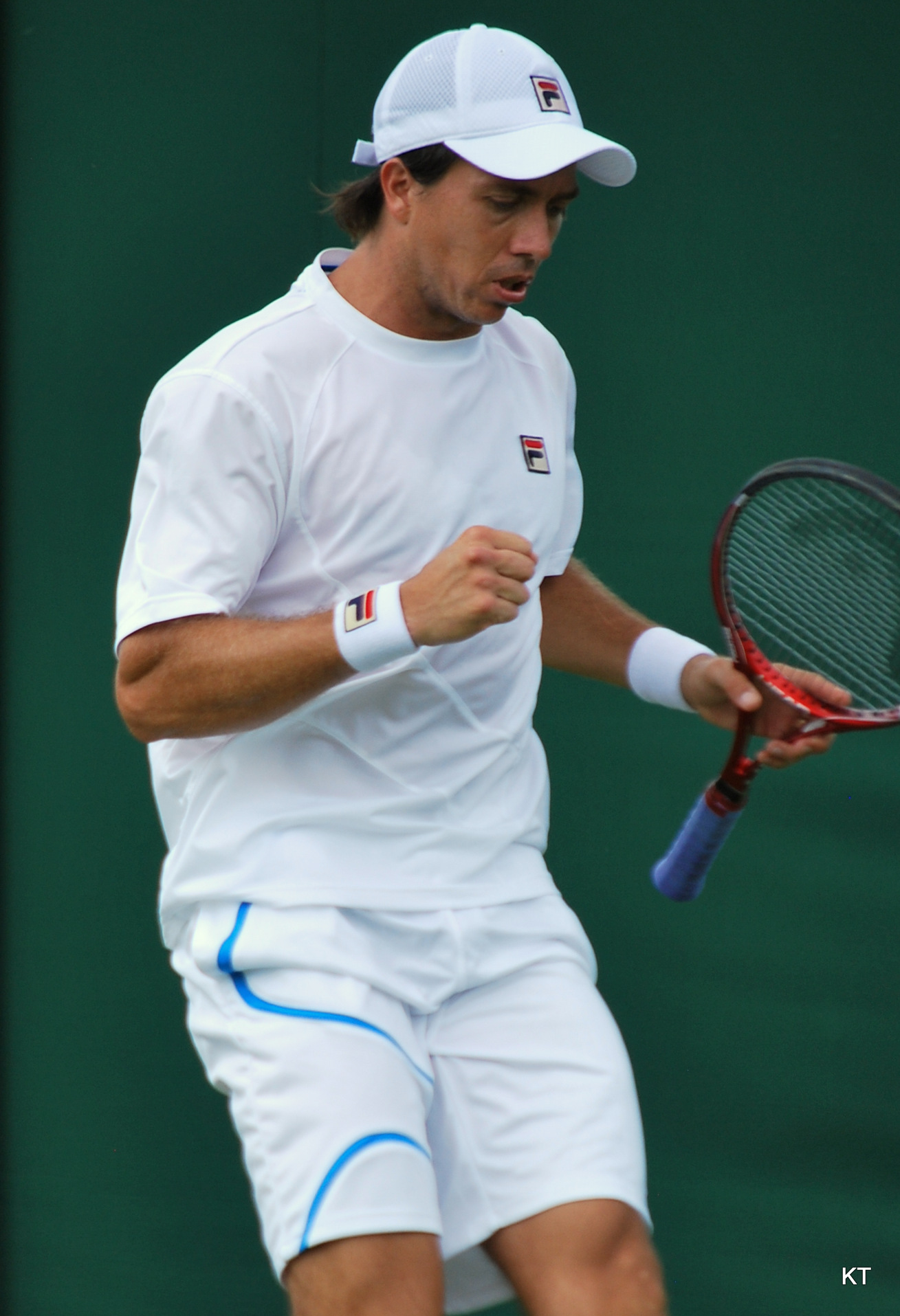
El argentino Carlos Berlocq, dos veces ganador del torneo de manera consecutiva en las ediciones 2010 y 2011

El Internazionali di Tennis dell'Umbria es un torneo profesional de tenis disputado en pistas de polvo de ladrillo. Pertenece al ATP Challenger Tour y se juega desde el año 2007 sobre tierra batida en Todi, Italia.

## Palmarés

### Individuales
| Año  | Campeón                | Finalista               | Resultado       |
| ---- | ---------------------- | ----------------------- | --------------- |
| 2021 | Mario Vilella Martínez | Federico Gaio           | 7–63, 1–6, 6–3  |
| 2020 | Yannick Hanfmann       | Bernabé Zapata Miralles | 6–3, 6–3        |
| 2019 | Andrea Collarini       | Andrej Martin           | 6–3, 6–1        |
| 2018 | Facundo Bagnis         | Paolo Lorenzi           | 2-6, 6–3, 6–4   |
| 2017 | Federico Delbonis      | Marco Cecchinato        | 7–5, 6–1        |
| 2016 | Miljan Zekić           | Stefano Napolitano      | 6–76, 6–4, 6–3  |
| 2015 | Aljaž Bedene           | Nicolás Kicker          | 7-63, 6-4       |
| 2014 | Aljaž Bedene           | Márton Fucsovics        | 2-6, 7-64, 6-4  |
| 2013 | Pere Riba              | Santiago Giraldo        | 7-65, 2-6, 7-66 |
| 2012 | Andrey Kuznetsov       | Paolo Lorenzi           | 6-3, 2-0 ret.   |
| 2011 | Carlos Berlocq         | Filippo Volandri        | 6-3, 6-1        |
| 2010 | Carlos Berlocq         | Marcel Granollers       | 6-4, 6-3        |
| 2009 | Simon Greul            | Adrian Ungur            | 2-6, 6-1, 7-66  |
| 2008 | Tomas Tenconi          | Rubén Ramírez Hidalgo   | 4-6, 6-3, 6–0   |
| 2007 | Stefano Galvani        | Adrian Ungur            | 7-5, 6-2        |

### Dobles
| Año  | Campeones                           | Finalistas                                   | Resultado       |
| ---- | ----------------------------------- | -------------------------------------------- | --------------- |
| 2021 | Francesco Forti Giulio Zeppieri     | Facundo Díaz Acosta Alexander Merino         | 6–3, 6–2        |
| 2020 | Ariel Behar Andrey Golubev          | Elliot Benchetrit Hugo Gaston                | 6–4, 6–2        |
| 2019 | Ante Pavić Tomislav Brkić           | Luca Margaroli Andrea Vavassori              | 6–3, 6-2        |
| 2018 | Filippo Baldi Andrea Pellegrino     | Pedro Martínez Mark Vervoort                 | 4–6, 6–3, 10–5  |
| 2017 | Steven de Waard Ben McLachlan       | Marin Draganja Tomislav Draganja             | 6-77, 6–4, 10–7 |
| 2016 | Marcelo Demoliner Fabricio Neis     | Salvatore Caruso Alessandro Giannessi        | 6–1, 3–6, 10–5  |
| 2015 | Flavio Cipolla Máximo González      | Andreas Beck Peter Gojowczyk                 | 6–4, 6–1        |
| 2014 | Guillermo Durán Máximo González     | Riccardo Ghedin Claudio Grassi               | 6-1, 3-6, 10-7  |
| 2013 | Santiago Giraldo Cristian Rodríguez | Andrea Arnaboldi Gianluca Naso               | 4-6, 7-62, 10-3 |
| 2012 | Martin Fischer Philipp Oswald       | Marco Cecchinato Alessio di Mauro            | 6-3, 6-2        |
| 2011 | Stefano Ianni Luca Vanni            | Martin Fischer Alessandro Motti              | 6-4, 1-6, 11-9  |
| 2010 | Flavio Cipolla Alessio di Mauro     | Marcel Granollers Gerard Granollers-Pujol    | 6-1, 6-4        |
| 2009 | Martin Fischer Philipp Oswald       | Pablo Santos González Gabriel Trujillo-Soler | 7-5, 6-3        |
| 2008 | Gianluca Naso Walter Trusendi       | Alberto Brizzi Alessandro Motti              | 4-6, 7-63, 10-4 |
| 2007 | Daniele Giorgini Alessandro Motti   | Enrico Burzi Stefano Galvani                 | 3-6, 7-5, 10-4  |